# Вилидж Роудшоу Пикчърс
„Вилидж Роудшоу Пикчърс“ (на английски: Village Roadshow Pictures) е американска филмова компания, създадена през 1986 г. Тя е подразпределение под „Вилидж Роудшоу Ентъртейнмънт Груп“, която от своя страна е собственост на австралийската медийна компания „Вилидж Роудшоу“. „Вилидж Роудшоу Пикчърс“ е създала над 100 филма от създаването, като по известни заглавия са „Матрицата“, „Шерлок Холмс“, „Весели крачета“, „Бандата на Оушън“ и „Жокера“. Филмите от каталога ѝ са били 34 пъти под номер 1 в американския боксофис. Филмите на „Вилидж Роудшоу Пикчърс“ получават 19 награди и 50 номинации „Оскар“ и шест „Златни глобуса“.

## История
„Вилидж Роудшоу Пикчърс“ е основана през 1986 г. Един от първите ѝ президенти е Грег Кут.

## Филмография

### Уорнър Брос Пикчърс
1. „Мъртво вълнение“ (1989) (първият филм, който се обедини с „Уорнър Брос Пикчърс“)
2. The Delinquents (1989)
3. „Урагана Смит“ (1992)
4. „Силата на един човек“ (1992) (копродукция с Le StudioCanal+, Alcor Films и Regency Enterprises)
5. Turtle Beach (1992) (копродукция с Regency Enterprises и Le StudioCanal+)
6. Bullet (1996)
7. „Тарзан и изгубеният град“ (1998)
8. „Приложна магия“ (1998) (копродукция с Fortis Films)
9. „Анализирай това“ (1999)
10. „Матрицата“ (1999) (копродукция с Silver Pictures)
11. „Синята бездна“ (1999)
12. „Окървавена любов“ (1999)
13. „Трима крале“ (1999)
14. „Танго за трима“ (1999)
15. „Клюки“ (2000)
16. „Космически каубои“ (2000) (копродукция с Malpaso Productions)
17. „Червената планета“ (2000) (копродукция с The Mark Canton Company)
18. „Мис таен агент“ (2000) (копродукция с Fortis Films и Castle Rock Entertainment)
19. „Свети Валентин“ (2001)
20. „Агент в оставка“ (2001)
21. „Открити рани“ (2001) (копродукция с Silver Pictures)
22. „Парола: Риба меч“ (2001) (копродукция с Silver Pictures)
23. „Котки и кучета“ (2001)
24. „Сърца в Атлантида“ (2001) (копродукция с Castle Rock Entertainment)
25. „Тренировъчен ден“ (2001)
26. „Бандата на Оушън“ (2001) (копродукция с JW Productions)
27. „Маджестик“ (2001) (копродукция с Castle Rock Entertainment)
28. „Кралицата на прокълнатите“ (2002)
29. „Шоуто започва“ (2002)
30. „Осмокраки гадини“ (2002) (копродукция с Electric Entertainment)
31. „Приключенията на Плуто Наш“ (2002) (копродукция с Castle Rock Entertainment)
32. „Призрачен кораб“ (2002) (копродукция с Dark Castle Entertainment)
33. „Анализирай онова“ (2002)
34. „Срок за влюбване“ (2002) (копродукция с Fortis Films и Castle Rock Entertainment)
35. „Капан за сънища“ (2003) (копродукция с Dark Castle Entertainment)
36. „Матрицата: Презареждане“ (2003) (копродукция с Silver Pictures)
37. „Реката на тайните“ (2003) (копродукция с Malpaso Productions)
38. „Матрицата: Революции“ (2003) (копродукция с Silver Pictures)
39. „Ускорение“ (2004) (копродукция с Original Film)
40. „Крадец на животи“ (2004) (копродукция с Atmosphere Pictures)
41. „Жената-котка“ (2004)
42. „Бандата на Оушън 2“ (2004) (копродукция с JW Productions)
43. „Константин“ (2005) (копродукция с Vertigo DC Comics и The Donners' Company)
44. „Мис таен агент 2“ (2005) (копродукция с Fortis Films и Castle Rock Entertainment)
45. „Къщата на восъка“ (2005) (копродукция с Dark Castle Entertainment)
46. „Чарли и шоколадовата фабрика“ (2005) (копродукция с The Zanuck Company и Plan B Entertainment)
47. „Царете на хаоса“ (2005)
48. „Хората говорят“ (2005)
49. „Защитна стена“ (2006) (копродукция с Beacon Pictures)
50. „Къщата на езерото“ (2006)
51. „Весели крачета“ (2006)
52. „Деца без придружител“ (2006) (копродукция с The Donners' Company)
53. „Текст и музика“ (2007) (копродукция с Castle Rock Entertainment)
54. „Черна жътва“ (2007) (копродукция с Dark Castle Entertainment)
55. „Щастливецът“ (2007)
56. „Бандата на Оушън 3“ (2007) (копродукция с JW Productions)
57. „Сватбен лиценз“ (2007) (копродукция с Phoenix Pictures)
58. „Без резервации“ (2007) (копродукция с Castle Rock Entertainment)
59. „Нашествието“ (2007) (копродукция с Silver Pictures)
60. „Другата в мен“ (2007) (копродукция с Silver Pictures)
61. „Аз съм легенда“ (2007) (копродукция с Weed Road Pictures, Overbrook Entertainment, Heyday Films и Original Film)
62. „Декемврийски момчета“ (2007) (с Warner Independent Pictures) (копродукция с Becker Entertainment)
63. „Спийд Рейсър“ (2008) (копродукция с Silver Pictures)
64. „Умирай умно“ (2008) (копродукция с Mosaic Media Group)
65. „Нощи в Роданте“ (2008)
66. „Навитакът“ (2008) (копродукция с The Zanuck Company и Heyday Films)
67. „Гран Торино“ (2008) (копродукция с Malpaso Productions)
68. „Където бродят дивите неща“ (2009) (копродукция с Legendary Pictures, Playtone и Wild Things Productions)
69. „Шерлок Холмс“ (2009) (копродукция с Silver Pictures)
70. „Сексът и градът 2“ (2010) (с New Line Cinema) (копродукция с HBO Films)
71. „Котки и кучета: Отмъщението на Кити“ (2010)
72. „Легенда за пазителите“ (2010) (копродукция с Cruel and Unusual Films)
73. „Такъв е животът“ (2010)
74. „Весели крачета 2“ (2011)
75. „Шерлок Холмс: Игра на сенки“ (2011) (копродукция с Silver Pictures)
76. „Талисманът“ (2012)
77. „Тъмни сенки“ (2012) (копродукция с Infinitum Nihil, GK Films и The Zanuck Company)
78. „Гангстерски отдел“ (2013)
79. „Великият Гетсби“ (2013) (копродукция с Bazmark Productions)
80. „LEGO: Филмът“ (2014) (копродукция с Warner Animation Group)
81. „Зимна приказка в Ню Йорк“ (2014) (копродукция с Weed Road Pictures)
82. „На ръба на утрешния ден“ (2014) (копродукция с RatPac Entertainment и 3 Arts Entertainment)
83. „В окото на бурята“ (2014) (с New Line Cinema)
84. „Съдията“ (2014) (копродукция с RatPac Entertainment, Team Downey и Big Kid Pictures)
85. „Американски снайперист“ (2014) (копродукция с RatPac Entertainment и Malpaso Productions)
86. „Пътят на Юпитер“ (2015) (копродукция с RatPac Entertainment и Anarchos Productions)
87. „Лудия Макс: Пътят на яростта“ (2015) (копродукция с RatPac Entertainment и Kennedy Miller Mitchell)
88. „Сан Андреас“ (2015) (с New Line Cinema) (копродукция с RatPac Entertainment и Flynn Picture Company)
89. „В сърцето на морето“ (2015) (копродукция с Roth Films и Imagine Entertainment)
90. „Легендата за Тарзан“ (2016) (копродукция с RatPac Entertainment, Jerry Weintraub Productions, Riche/Ludwig Productions и Beaglepug Productions)
91. „Съли: Чудото на Хъдсън“ (2016) (копродукция с The Kennedy/Marshall Company, Flashlight Films и Malpaso Productions)[6]
92. „Второстепенна красота“ (2016) (с New Line Cinema) (копродукция с Anonymous Content, RatPac Entertainment, Overbrook Entertainment, PalmStar Media и Likely Story)
93. „Между шамарите“ (2017) (с New Line Cinema) (копродукция с 21 Laps Entertainment и Wrigley Pictures)[7]
94. „Да напуснеш играта със стил“ (2017) (с New Line Cinema) (копродукция с RatPac Entertainment и De Line Pictures)
95. „Крал Артур: Легенда за меча“ (2017) (копродукция с RatPac Entertainment, Weed Road Pictures, Safehouse Pictures и Ritchie/Wigram Productions)[7]
96. „Операция Казино“ (2017) (с New Line Cinema) (копродукция с Good Universe и Gary Sanchez Productions)
97. „15:17 до Париж“ (2018) (копродукция с Malpaso Productions)[8]
98. „Играч първи, приготви се“ (2018) (копродукция с Amblin Partners, Amblin Entertainment, De Line Pictures и Farah Films & Management)[7]
99. „Бандитките на Оушън“ (2018) (копродукция с Smokehouse Pictures и Larger Than Life Productions)
100. „Жокера“ (2019) (копродукция с Bron Creative и DC Films)
101. „Матрицата: Възкресения“ (2021) (копродукция с Venus Castina Productions и Deutscher Filmförderfonds)

### Кълъмбия Пикчърс
1. „Крепост“ (1992)
2. „Дяволска жена“ (2001)
3. „Закрилникът“ (2014)
4. „Ани“ (2014)
5. „Goosebumps: Страховити истории“ (2015)
6. „Сътресение“ (2015)
7. „Агент полуинтелигент“ (2016)
8. „Великолепната седморка“ (2016)
9. „Пасажери“ (2016)

### Парамаунт Пикчърс
1. „Фантомът“ (1996)
2. „Обратно на земята“ (2001)
3. „Зулендър“ (2001)

### Туентиът Сенчъри Студиос
- „Нито дума“ (2001)

### Уолт Дисни Студиос Моушън Пикчърс
1. „Крепост“ (1992)
2. „Разходка на Луната“ (1999)

### Юнивърсъл Пикчърс
- „Тай-чи майстор“ (2013)

### Бъдещи филми
- Furiosa (2024)